# Stazione di Emmen
La stazione di Emmen è la principale stazione ferroviaria di Emmen, Paesi Bassi.